# Eucelatoria dominica
Eucelatoria dominica là một loài ruồi trong họ Tachinidae.